# Bruno Speck
Bruno Speck (* 1934 in Steffisburg; † 1998) war ein Schweizer Mediziner (Hämatologie) und Pionier für Knochenmarktransplantation in Europa.
Speck wurde 1961 an der Universität Bern promoviert (über die Nebenwirkungen von Methotrexat). 1961/62 war er in Seattle und von 1962 bis 1965 an der Mayo Clinic. Er erwarb einen Master of Science Abschluss an der University of Minnesota. Speck war ab 1969 Professor für klinische Hämatologie an der Universität Leiden. Er entwickelte dort Verfahren zur Knochenmarktransplantation (in Zusammenarbeit mit Jon van Rood) und studierte die Pathogenese von aplastischer Anämie am Kaninchenmodell. Von 1965 bis 1969 war er Oberarzt (bei S. Moeschlin) am Bürgerspital Solothurn. In dieser Zeit entdeckte er, dass Chloramphenicol bei der Entstehung aplastischer Anämie eine Rolle spielte. 1973 war er wieder in Basel an der Universitätsklinik (Kantonsspital). Von 1977 bis zu seinem Tod leitete er die Abteilung Hämatologie am Kantonsspital Basel, das er zu einem der ersten europäischen Zentren für Knochenmarktransplantationen ausbaute.
Speck führte die ersten Knochenmarktransplantationen in der Schweiz durch zur Behandlung Aplastischer Anämie und Leukämie. Er untersuchte auch die Wirkung von Immunsuppressiva wie ATG bei der Behandlung aplastischer Anämie (als Alternative zur Knochenmarktransplantation) und war an frühen Untersuchungen zur Behandlung mit Cyclosporin beteiligt.
1980 erhielt er den Ernst-Jung-Preis, 1987 den Preis der San Salvatore Stiftung und 1990 den Wissenschaftspreis der Stadt Basel. Ein Preis der Stiftung für Hämatologische Forschung in Basel ist nach ihm benannt.